# Siegfried Grabner
Siegfried Josef "Sigi" Grabner (Feldkirchen in Kärnten, 4 de fevereiro de 1975) é um snowboarder austríaco. Grabner conquistou uma medalha de bronze olímpica em 2006.